# Digital Tape Recording System
Digital Tape Recording System (DTRS) wurde 1993 von Tascam eingeführt. Es ist ein Aufnahmesystem für Tonstudios, das es erlaubt, acht Tonspuren digital auf Hi8-Kassetten aufzuzeichnen.

## Grundlagen
Die Aufzeichnung erfolgt wie bei analogen Videorecordern oder DAT im Schrägspurverfahren, bei dem das Band ein Stück weit aus der Cassette herausgefädelt und um eine schräg stehende, sich sehr schnell drehende Kopftrommel herumgeschlungen wird, auf der sich die Aufnahmeköpfe befinden. Je nach DTRS-Modell sind Abtastfrequenzen von 44,1 kHz, 48 kHz, 88,2 kHz, 96 kHz und 192 kHz wählbar. Je höher die verwendete Abtastfrequenz ist, desto weniger Spuren stehen allerdings für die Aufzeichnung zur Verfügung (bei 192 kHz nur noch zwei).

## Verschiedene Geräte
Die frühen Modelle DA-38 und DA-88 können lediglich mit einer Wortbreite von 16 Bit aufnehmen, spätere Geräte wie DA-78HR und DA-98 auch mit 24 Bit, und dies bei gleicher Bandlaufzeit.
Bis zu 16 Geräte der DA-Serie können sehr einfach durch Verbinden aller Maschinen mit speziellen Synchronisationskabeln zu einem modularen Mehrkanalsystem mit bis zu 128 Spuren gekoppelt werden. Sie werden daher auch als MDM bezeichnet (englisch: Modular Digital Multitrack, deutsch: modulare digitale Mehrspurgeräte). Ein System mehrere gekoppelter Maschinen verhält sich dann wie eine einzige Aufzeichnungsmaschine mit entsprechender Spurenzahl. Im Verbund werden nur noch die Laufwerkstasten der ersten Maschine bedient (Master) und die übrigen Maschinen (Slaves) folgen automatisch. Manche Modelle der DA-Serie können per SMPTE oder MIDI Timecode (MTC) zu externen Geräten (z. B. Computern und prof. Videorecordern) synchronisiert werden.
Innerhalb von weniger als drei Sekunden nach Drücken der Laufwerkstaste PLAY an der Mastermaschine laufen alle Maschinen samplegenau synchron. Dabei werden bereits bespielte Spuren erst im Moment der Synchronisierung hörbar. Die schnelle Synchronisation eines DTRS-Systems ist vor allem während Studioaufnahmen äußerst vorteilhaft, da ein sehr kurzer Vorlauf vor dem Einsteigen in Aufnahmen ausreicht. Systeme anderer Hersteller benötigen teilweise weit mehr als 10 Sekunden, bevor sich alle Maschinen zueinander synchronisiert haben (und also alle Spuren auch zu hören sind!), was dazu führt, dass bei jedem Neuansetzen von Aufnahmen beträchtliche Zeit mit dem Abwarten eines recht langen Vorlaufs verbracht werden muss.
Wie frühere, analoge Bandmaschinen beherrschen DTRS-Geräte das beliebige Ein- und Aussteigen in bestehende Aufnahmen (Punch-in, Punch-out). Jedoch werden beim Einsteigen in eine Aufnahme immer alle acht Spuren neu auf das Band geschrieben, selbst wenn sich nicht alle Spuren im Aufnahmemodus befinden. Ein Ersetzen der Daten einzelner Spuren würde durch das verwendete Schrägspurverfahren zu hohe Anforderungen an die Präzision der Laufwerksmechanik stellen.
DTRS-Maschinen werden auch zur Speicherung von Surroundaufnahmen und zu Audio-Masteringzwecken verwendet. Eine Speicherung von Computerdaten auf DTRS-Cassetten ist nicht möglich.
DTRS-Cassetten haben Laufzeiten zwischen 30 und 113 Minuten. Dies entspricht einer Kapazität von bis zu 4,8 GB an digitalen Audiodaten. DTRS-Maschinen haben neben analogen Ein- und Ausgängen auch eine digitale Schnittstelle im TDIF-Format (Tascam Digital Interface). Ein TDIF-Kabel überträgt acht digitale Audiokanäle unsymmetrisch und bidirektional. Als Anschlüsse dienen die von parallelen Druckeranschlüssen her bekannten 25-poligen D-Sub-Stecker.
Obwohl das DTRS-System in Konkurrenz zu Festplattenaufzeichnungsverfahren steht, bei denen insbesondere Umspulzeiten entfallen sowie die aufgezeichneten Daten schneller als in Echtzeit zwischen Aufzeichnungsgerät, Computern und Datenträgern übertragen werden können, behauptet sich das bandgestützte DTRS-Format aufgrund seiner Zuverlässigkeit, der Modularität (Ausbau der Mehrspuranlage je nach verfügbarem Budget), seiner Robustheit im Livebetrieb und seiner Eignung als sicheres und kostengünstiges Backupmedium. Das DTRS-Format war für einige Jahre ein Quasi-Standard im Post-Production-Bereich zur Weitergabe fertiger Filmtonmischungen, wurde aber in den letzten Jahren vom WAV-Format verdrängt.